# روکا سن جیووانی
روکا سن جیووانی (به ایتالیایی: Rocca San Giovanni) یک کومونه در ایتالیا است که در استان کییتی واقع شده‌است.

## خصوصیات
روکا سن جیووانی ۲۱ کیلومترمربع مساحت و ۲٬۳۴۲ نفر جمعیت دارد و ۱۵۰ متر بالاتر از سطح دریا واقع شده‌است.